# Sanctuaire Notre-Dame-de-la-Merci de Santo Cerro
Pour les articles homonymes, voir sanctuaire Notre-Dame-de-la-Merci.
Le sanctuaire Notre-Dame-de-la-Merci est une église située au lieudit Santo Cerro (nl), à quelques kilomètres au nord de Concepción de La Vega en République dominicaine, que l’Église catholique rattache au diocèse de La Vega. La Conférence de l’épiscopat dominicain lui donne le statut de sanctuaire national. Il est dédié à Notre-Dame de la Merci, patronne du pays.

## Histoire
Une croix est plantée par Christophe Colomb à l’emplacement actuel du sanctuaire en 1495.
Un ermitage est construit dès 1525. Les bâtiments sont détruits par un séisme en 1842 et reconstruits, puis à nouveau détruits par un ouragan en 1869. 
L’église actuelle a été construite entre 1880 et 1897 ans par l’architecte local Alarife Onofre de Lora, à la demande du vicaire apostolique, Roque Cochia,.